# 大韓民国全国体育大会
大韓民国の全国体育大会（ぜんこくたいいくたいかい、朝鮮語: 전국체육대회）または全国体典（ぜんこくたいてん、朝鮮語: 전국체전、National Sports　Festival）は日本の国民スポーツ大会に当たる、スポーツの総合競技大会である。
毎年10月の1週間に全国17都市・道の代表選手団、および在外選手団約20,000人が参加し、約40競技が実施される。毎年ソウル、釜山、大邱、光州、仁川などの大都市を中心に持ち回りで開催される。
高校の部、大学の部、一般の部に分かれて実施される。日本統治時代を否定している韓国でも、日本統治時代から開催されていた朝鮮体育会を全国体育大会の一部として認めており、2019年実施の大会を100周年としている。

## 歴史
1920年、朝鮮体育会が大日本体育協会の外局として発足し、その年の11月に第1回全朝鮮野球大会が開かれた。この大会を第1回として起算し、現在に至っている。第14回大会までは各競技で開催時期と場所とが異なっていたが、1934年第15回大会から総合競技大会の形式で行われるようになった。1937年まで大日本帝国政府から朝鮮在住者向けの競技大会として認可されていたが、1938年に朝鮮体育会は内地の明治神宮競技大会（国民体育大会の前身大会）に吸収統合されて事実上の休止状態に入り、日本人も含む朝鮮に在住している選手も内地在住の朝鮮人と同様に同大会に出場するようになり、それまで使われていた会場はそのまま同大会の朝鮮予選に使われていた。
第二次世界大戦終戦後の1945年に第26回大会から再開された。1948年に大韓民国が樹立され、この年から大会名称が「全国体育大会」となった。1950年の第31回大会は朝鮮戦争の影響で中止された。1988年の第69回大会はソウル五輪の影響で種目別大会のみ行われた。大会歌は、オリンピック賛歌を採用している。

## その他の全国的スポーツ大会
全国体育大会と関連して以下の大会が開催されている。
- 全国少年体育大会
- 全国冬季体育大会
- 全国障害者体育大会